# Arnaldo Albertin
Arnaldo Albertin (anche Arnaldo Albertini o Arnau Albertí) (Maiorca, 1480 – Palermo, 7 ottobre 1544) è stato un vescovo cattolico spagnolo.

## Biografia
Fu eletto dall'imperatore Carlo V e confermato da papa Paolo III, resse la diocesi di Patti dal 1534 al 1544. Originario di Maiorca in Spagna, era stato regius consiliarius e inquisitore contro l'eresia. Dopo una faticosa visita pastorale, celebrò un sinodo diocesano nel 1537, in attesa che si celebrasse il concilio di Trento, e lo aggiornò con aggiunte nel 1542. Le 136 costituzioni sinodali regolano la vita della diocesi, cercano di estirpare gli abusi e di punire le colpe. Per due volte rappresentò la città di Patti come ambasciatore in circostanze varie. Durante la sua reggenza ha dovuto affrontare gravi difficoltà interne ed esterne, tra le quali l'invasione turca nel 1544 ad opera di Ariadeno Barbarossa. Morì a Palermo, dove si trovava per partecipare ai comizi generali del Regno, il 7 ottobre 1544 ed ivi fu sepolto nella chiesa di S. Domenico.

## Genealogia episcopale
La genealogia episcopale è:
- Vescovo Pedro de Ponte, O.SS.T.
- Vescovo Arnaldo Albertin